# Feliks Pruszak
Feliks Konstanty Pruszak (ur. 3 listopada 1883 w Butejkach, zm. 26 stycznia 1961 w Płudach) – polski lutnik.

## Życiorys
Pochodził z rodziny szlacheckiej, był synem urzędnika Konstantego Pruszaka. Ukończył szkołę realną w Warszawie, następnie kształcił się u Adolfa Dörffla w Markneukirchen, w 1902 roku uzyskując dyplom czeladnika. Po kilku latach praktyki założył w 1908 roku własny warsztat w Warszawie przy ul. Nowy Świat 62. Był znawcą i konserwatorem starych instrumentów muzycznych oraz uznanym lutnikiem, uzyskał tytuł mistrza cechowego i był starszym cechu. Od 1925 roku był członkiem zarządu Zrzeszenia Polskich Wytwórców Instrumentów Muzycznych. W 1939 roku jego pracownia i większość kolekcji dawnych instrumentów na skutek działań wojennych uległy zniszczeniu, podobnie jak w 1945 roku dom i pracownia w Płudach. W latach 1945–1946 pracował jako nauczyciel języka niemieckiego w Koedukacyjnym Gimnazjum i Liceum Samorządowym im. Marii Konopnickiej w Legionowie. Był współzałożycielem Krajowej Spółdzielni Instrumentarzy Muzycznych „Ton” i członkiem jej zarządu oraz członkiem założycielem i pierwszym prezesem (1954–1961) Stowarzyszenia Polskich Artystów Lutników. Prowadził kursy lutnicze w Państwowym Liceum Sztuk Plastycznych w Zakopanem. Należał do inicjatorów utworzenia Technikum Budowy Instrumentów Lutniczych w Nowym Targu i Państwowej Kolekcji Instrumentów Lutniczych w Warszawie. Był konsultantem izby rzemieślniczej w Warszawie. Był honorowym przewodniczącym jury I Międzynarodowego Konkursu Lutniczego im. Henryka Wieniawskiego (1957). Otrzymał Krzyż Kawalerski Orderu Odrodzenia Polski (1959). Został pochowany na cmentarzu Powązkowskim w Warszawie.
Budował instrumenty o szlachetnym, donośnym brzmieniu, wzorując się na twórczości późnej szkoły cremońskiej. Używał tłustego lakieru z domieszką olejków eterycznych, o odcieniach złotopomarańczowych. Zbudował ponad 300 skrzypiec, 12 altówek, 20 wiolonczel. Stosował odręczne karteczki w języku polskim i łacińskim. Instrumenty Pruszaka prezentowane były na wystawach „Skrzypce w Polsce” (Poznań 1952) oraz „Polskie Instrumenty Muzyczne” (Warszawa 1966). Po jego śmierci trafiły do zbiorów Państwowej Kolekcji Instrumentów Lutniczych w Warszawie prowadzonej przez Związek Polskich Artystów Lutników i Muzeum Instrumentów Muzycznych w Poznaniu. Grali na nich m.in. Stanisław Barcewicz, Tadeusz Wroński i Olgierd Straszyński.